# بادي لان
بادي لان (7 يناير 1886 بسيدني في أستراليا - 30 أغسطس 1937) (بالإنجليزية: Paddy Lane)‏ هو لاعب كريكت أسترالي.

## وصلات خارجية
- بادي لان على موقع إي آس بي آن كريك إنفو (الإنجليزية)